# James Douglas, 2. Marquess of Douglas
James Douglas, 2. Marquess of Douglas (* 1646; † 25. Februar 1700 in Douglas, South Lanarkshire) war ein schottischer Adliger und Politiker.

## Leben
Douglas war der älteste Sohn von Archibald Douglas, Earl of Angus (um 1609–1655), aus dessen erster Ehe mit Lady Anna Stewart (1614–1646), Tochter des Esmé Stewart, 3. Duke of Lennox. Nach dem frühen Tod seines Vaters, 1655, führte er als Heir apparent seines Großvaters William Douglas, 1. Marquess of Douglas, den Höflichkeitstitel Earl of Angus. Er war noch minderjährig, als er 1660 seinen Großvater als 2. Marquess of Douglas, 12. Earl of Angus und 2. Lord Abernerthy and Jedburgh Forest beerbte. Nachdem er volljährig geworden war, erlangte er 1668 die Kontrolle über die Ländereien seiner Familie und ließ in der Folgezeit Douglas Castle als seinen Wohnsitz renovieren.
Douglas nahm regelmäßig an den Sitzungen des schottischen Parlaments teil und wurde 1671 Mitglied des schottischen Privy Council. Unter den Königen Karl II. und Jakob II. spielte er keine führende politische Rolle, im Frühjahr 1689 war er aber Mitglied des Ständeausschusses, der die Glorious Revolution in Schottland einführte, und wurde im Mai 1689 in den Rat Wilhelms III. berufen. Um 1690 verlieh ihm der neue König die eingezogenen Ländereien des John Graham, 1. Viscount of Dundee, und er erhielt auch das Erbamt des Konstablers der Burg und der Stadt Dundee.
Er starb am 25. Februar 1700 in Douglas und wurde am 1. März in der dortigen St Bride’s Church begraben.

## Ehen und Nachkommen
Douglas war zweimal verheiratet. 1670 heiratete er in erster Ehe Lady Barbara Erskine († 1690), Tochter des John Erskine, 20. Earl of Mar, mit der er einen Sohn hatte:
- James Douglas, Earl of Angus (1671–1692).

In zweiter Ehe heiratete er 1692 Lady Mary Kerr († 1736), Tochter des Robert Kerr, 1. Marquess of Lothian. Mit ihr hatte er drei Kinder:
- William Douglas, Earl of Angus (1693–1694);
- Archibald Douglas, 1. Duke of Douglas, 3. Marquess of Douglas (1694–1761);
- Lady Jane Douglas (1698–1753), ⚭ Sir John Stewart, 3. Baronet, 13. Laird of Grandtully (1687–1764).